# Filosofská historie (film)
Filosofská historie  je český film natočený v roce 1937 v režii Otakara Vávry na motivy novely  Aloise Jiráska.

## Děj
Příběh začíná v roce 1847 v Litomyšli. Slečna Elis pronajímá již léta byt studentům. Už jich měla na bytě 46. Nyní u ní bydlí čtyři studenti filosofie – pánové Frýbort, Vavřena, Špína a Zelenka. Pan Špína je sirotek, je zamilovaný do panny Márinky, která prodává v obchodě paní domácí Krupkové, v podloubí na náměstí. Využívá každé příležitosti, aby mohl Márinku vidět, takže často chodí nakupovat pro slečnu Elis. Není však schopný jí dát jasně najevo svou lásku. Do Márinky je zamilován také pan Frýbort. Vavřena je zamilován zase do Lenky, české vlastenky, neteři aktuára Roubínka.
Připravuje se studentský Majáles. Rektor však na základě rozhodnutí hradeckého biskupa pořádání Majálesu zakázal. Studenti se však rozhodli studentskou slavnost v Nedošínském háji stejně uspořádat. Slavnosti se nakonec účastní téměř celé město. Ze studentů jediný Zelenka se nezapojí. Studenti pozvali svou bytnou slečnu Elis, ta s sebou vzala také Márinku. Také poněmčená paní Rollerová přišla. Špína se chtěl odhodlat na Majálesu vyzvat k tanci pannu Márinku, té se však věnoval Frýbort. Špína se svěřil Vavřenovi, že nikoho nemá a je opuštěný. Za Majáles jsou studenti Frýbort, Vavřena a Špína na půl dne potrestání karcerem – jdou do školního vězení, musí opisovat školní řád, který jim poslal rektor, aby se příště podle něj chovali. Vavřena věnoval Lence Máchův „Máj“. Aktuár Roubínek jej u ní nalezne a zjistí také, že byla na Majálesu a že se kamarádí se slečnou Elis. 
Aktuár Roubínek propustí pana Vavřenu, který doučoval jejich Fricka. Najme nového instruktora, pana Brože, který tajně předá Lence zprávu od pana Vavřeny, že každé úterý bude odpoledne v parku a bude se na ni těšit. Po jedné takové schůzce, když se to aktuár dozví, vykáže Lenku z domu. Ta se odstěhuje ke slečně Elis, protože studenti mají již konec roku a pokoj se uvolnil. Zkoušky dopadly dobře, jediný Špína však neprošel. Rozhodne se ročník neopakovat a jde do kláštera. Vzkáže přes slečnu Elis Márince, že jí přeje hodně štěstí. Elis jde za paní domácí Krupkovou a řekne Márince, že Špína odchází. Ta se s ním ráno přijde rozloučit.
Již se píše rok 1848. Císař Ferdinand slíbil svým národům konstituci. Je povolena svoboda tisku a zřizování národních gard. Studenti filosofie v Litomyšli jsou již zpět ve škole. Rozhodli se ozbrojit a vytvořit studentskou legii pro obhájení získaných svobod a práv vlasti. Pánové Frýbort a Vavřena se stali důstojníky studentské legie. Aktuár Roubínek musel nastoupit do zámecké grady pana hraběte Georga. Lenka s Márinkou vybírají po městě peníze na prapor pro studentskou legii. V novinách lidé čtou zprávu, že v Praze došlo k masakru, že Windischgrätzovi granátníci napadli v Celetné ulici pokojný průvod měšťanů, studentů, žen a dětí, jdoucí po Koňského trhu za zpěvu písně „Hej Slované“ ze staroslovanské mše. Následně se v Praze začaly stavět barikády, aby lid hájil konstituci. Z venkova a dalších měst přijížděly posily. Pan Vavřena vyzval studentskou legii k odjezdu do Prahy.
Márinka se rozloučila s Frýbortem, Lenka a Elis s Vavřenou. Také Roubínek je se zámeckou gardou připraven vydat se do Prahy, ale pan hrabě cestu odvolá, když se od posla z Prahy dozví, že lid bojuje proti císařskému vojsku. Roubínkova rodina si oddechne, že aktuár nemusí být hrdina. Studentská legie se v Praze setká s panem Špínou, který bojuje na barikádě. Je však zraněn a zemře. Předtím stačil říci Vavřenovi, že má v Litomyšli pozdravovat Márinku. Praha se dne 17. června 1848 Windischgrätzovi vzdá. Pan Frýbort se vrátil do Litomyšle a šel za slečnou Elis. Předal také panně Lence zprávu od Vavřeny, že přežil. Později se koná u slečny Elis oslava. Otec Frýborta požádal o ruku Márinky pro svého syna. Frýbort již studovat nechce, bude sedlačit na rodinném statku na Hané. Vavřena chce dostudovat a pak požádat o ruku panny Lenky. Slečna Elis souhlasí.
Slečna Elis vzpomíná, že měla na bytě postupně 51 studentů, z nichž jeden zahynul na barikádě. Pan Vavřena si se všemi připije na čestnou památku bývalého přítele a kolegy Špíny, který hrdinně zahynul na barikádě za dvě nejkrásnější slova na světě – svobodu a rovnost. Vavřena říká, že nepřítel je porazil, protože nebyli připraveni k boji. To by mělo být výstrahou jejich dětem a dětem jejich dětí, aby byli vždy bdělí a připraveni bránit svou svobodu.

## Obsazení
| Jan Pivec           | filozof Václav Frýbort         |
| Ladislav Boháč      | filozof Vavřena                |
| Vladimír Hlavatý    | filozof Špína                  |
| Stanislav Neumann   | filozof Zelenka                |
| Helena Friedlová    | slečna Elis, bytná studentů    |
| Jindřich Plachta    | aktuár Roubínek                |
| Zdenka Gräfová      | Tereza, Roubínkova manželka    |
| Ella Poznerová      | Lotty, dcera Roubínkových      |
| Karla Oličová       | Lenka, neteř Roubínkových      |
| Zdenka Baldová      | paní domácí Krupková           |
| Elena Hálková       | Márinka, dcera Krupkové        |
| Anna Steimarová     | Rollerová, bývalá purkmistrová |
| Jára Kohout         | policajt Koníček               |
| František Kreuzmann | katecheta                      |
| Svatopluk Beneš     | student                        |
| Alois Dvorský       | školník Mouček                 |
| Eman Fiala          | domácí učitel Brož             |
| Otto Rubík          | hrabě Georg                    |
| František Hlavatý   | profesor                       |
| Karel Jičínský      | profesor                       |
| Václav Menger       | profesor                       |
| Jaroslav Průcha     | profesor                       |
| Jan W. Speerger     | rakouský důstojník             |
| Jarmila Švabíková   | bojovnice na barikádě          |
| Milada Smolíková    | zákaznice u řezníka            |
| Milka Balek-Brodská | zákaznice u řezníka            |

## Tvůrci a štáb
- Režie: Otakar Vávra
- Předloha: Alois Jirásek (novela Filosofská historie)
- Scénář: Otakar Vávra
- Kamera: Otto Heller (ateliéry), Ferdinand Pečenka (exteriéry)
- Vedoucí výroby: Vladimír Kabelík
- Hudba: Jan Branberger (s použitím motivů Bedřicha Smetany)
- Nahrál: Orchestr F.O.K. (řídil Václav Smetáček)
- Choreografie: Joe Jenčík
- Architekt: Štěpán Kopecký
- Návrhy kostýmů: Josef Wenig
- Kostýmy: František Říha, Marie Holanová
- Zvuk: Vilém Taraba
- Střih: Jan Kohout
- Masky: František Rous, Josef Kobík
- Výprava: Arnold Reimann
- Asistent režie: Rudolf Stahl
- Fotograf: Willi Ströminger

## Produkční a technické údaje
- Začátek natáčení: 5. května 1937
- Konec natáčení: 30. července 1937
- Copyright: 1937
- Předpremiéra: 22. září 1937 (Litomyšl)
- Premiéra: 5. listopadu 1937 (kina Fénix, Metro v Praze)
- Obnovená premiéra: 25. ledna 1946
- Výroba: Moldavia
- Distribuce: Moldavia
- Barva: černobílý
- Jazyk: čeština
- Zvukový systém: Tobis – Klang
- Délka: cca 86 minut
- Ateliéry: AB Barrandov
- Exteriéry: Litomyšl – náměstí, zámek

## Zajímavosti
- V lednu 1946 byl film v obnovené premiéře znovu uveden do kinodistribuce. Od tohoto data až do 31.12.1987 vidělo film v českých kinech v rámci 13 797 představení celkem 2 327 247 diváků.[1]